# リース・マルツェル
リース・マルツェル（ハンガリー語: Riesz Marcell、発音 [ˈriːs ˈmɒrtsɛlː]、1886年11月16日 - 1969年9月4日）は、ハンガリー生まれの数学者で、総和法やポテンシャル論やその他解析学、数論、偏微分方程式、クリフォード代数における業績で有名である。生涯の多くをスウェーデンのルンドで過ごした。

## 伝記
リース・マルツェルはハンガリー（オーストリア＝ハンガリー帝国）のジェールに生まれた。数学者リース・フリジェシュは彼の兄である。リポート・フェイェールの指導の下、エトヴェシュ・ロラーンド大学において博士号を取得した。1911年にはヨースタ・ミッタク＝レフラーの招聘によってスウェーデンへと移動し、1911年から1925年の間は Stockholms högskola（現在のストックホルム大学）で教鞭を執った。1926年から1952年の間はルンド大学で教授の職に就いた。引退後の10年間はアメリカの大学で過ごし、1962年にルンドに戻り、1969年に没した。
1936年にはスウェーデン王立科学アカデミーの一員に選出されている。

## 数学上の業績

### 古典解析
フェイェールの指導学生としてのブダペストでのリースの業績は、次の形状の三角級数に関するものであった：
{\displaystyle {\frac {a_{0}}{2}}+\sum _{n=1}^{\infty }\left\{a_{n}\cos(nx)+b_{n}\sin(nx)\right\}.\,}
彼の結果の一つによると、
{\displaystyle \sum _{n=1}^{\infty }{\frac {|a_{n}|+|b_{n}|}{n^{2}}}<\infty ,\,}
が成立し、その級数のフェイェール平均がゼロに収束するなら、すべての係数 an と bn はゼロとなる。
三角級数の総和可能性に関する彼の結果には、任意の次数でのフェイェールの定理のチェザロ平均への一般化が含まれる。彼はまたベキ級数とディリクレ級数の総和可能性を研究し、その後ゴッドフレイ・ハロルド・ハーディとの共著 Hardy & Riesz (1915) を出版している。
1916年、彼は三角多項式に対するリースの補間公式を導入し、ベルンシュタインの不等式に対する新たな証明を与えることに成功した。
彼はまたリース函数 Riesz(x) を導入し、リーマン予想は任意の ε > 0 に対する x → ∞ での限界 Riesz(x) = O(x1⁄4 + ε) と同値であることを示した。
彼は兄リース・フリジェシュとともに、リース兄弟の定理を証明した。その定理では特に、μ が
{\displaystyle \int z^{n}d\mu (z)=0,n=1,2,3\cdots \,}
を満たす単位円上の複素測度であるなら、その変分 |μ| と単位円上でのルベーグ測度は互いに絶対連続であることが述べられている。

### 函数解析的手法
1920年代のリースの解析的な業績の一部においては、函数解析学の手法が用いられていた。
1920年代の早期、リースはモーメント問題の研究を行い、リースの拡張定理を証明することである作用素論的手法を導入した（その定理は後のハーン-バナッハの定理と密接に関連するものであった）。
その後リースは、ヒルベルト変換はLp（1 < p < ∞）における有界作用素であることを示すためのある補間定理を発見した。その定理の彼の指導学生オロフ・ソリンによる一般化は、今日リース＝ソリンの定理として知られている。
リースはまた、アンドレイ・コルモゴロフとは独立に、現在「Lp におけるコルモゴルフ＝リースのコンパクト性の指標」として知られている次の内容を証明した：部分集合 K ⊂Lp(Rn) がプレコンパクトであるための必要十分条件は、以下の三つの条件が成立していることである：(a) K は有界；(b) 任意の ε > 0 に対してある R > 0 が存在し
{\displaystyle \int _{|x|>R}|f(x)|^{p}dx<\epsilon ^{p}\,}
がすべての f ∈ K に対して成立する；(c) 任意の ε > 0 に対してある ρ > 0 が存在し
{\displaystyle \int _{\mathbb {R} ^{n}}|f(x+y)-f(x)|^{p}dx<\epsilon ^{p}\,}
が、|y| < ρ を満たすすべての y ∈ Rn とすべての f ∈ K に対して成立する。

### ポテンシャル論、PDE、クリフォード代数
1930年以後、リースの興味はポテンシャル論と偏微分方程式へ移っていった。彼はリーマン＝リウヴィル積分の一般化である「一般化ポテンシャル」（generalized potential）を利用した。特に彼は、リーマン＝リウヴィル積分の高次元への一般化であるリースポテンシャルを発見した。
1940年代と50年代には、リースはクリフォード代数の研究を行った。1993年に完全版の出版された彼の1958年の講義録 (Riesz (1993)) は、物理学者のデヴィッド・ヘステネスによって、クリフォード代数の「再生のための助産婦」（the midwife of the rebirth）と称された。

### 指導学生
リースのストックホルムでの博士課程の学生には、ハラルド・クラメールやエイナー・ヒレが含まれる。ルンドでは、リースはオットー・フロストマンやラース・ヘルマンダー、オロフ・ソリンの論文指導を行った。

## 出版物
- Hardy, G. H.; Riesz, M. (1915). The general theory of Dirichlet's series. Cambridge University Press. JFM 45.0387.03
- Riesz, Marcel (1988), Collected papers, Berlin, New York: Springer-Verlag, ISBN 978-3-540-18115-6, MR962287
- Riesz, Marcel (1993) [1958], Clifford numbers and spinors, Fundamental Theories of Physics, 54, Dordrecht: Kluwer Academic Publishers Group, ISBN 978-0-7923-2299-3, MR1247961